# SSH

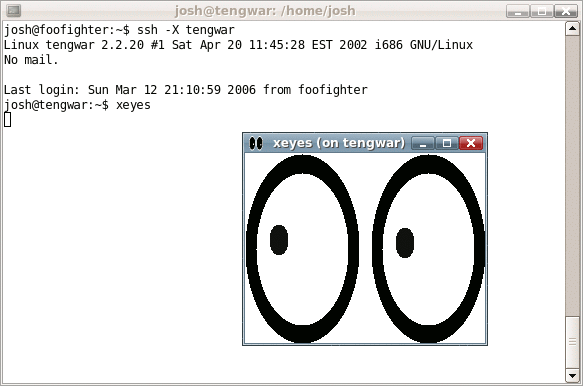
programul Xeyes deschis cu terminalul în fundal

Secure Shell (SSH) este un protocol de rețea criptografic ce permite ca datele să fie transferate folosind un canal securizat intre dispozitive de rețea. Cele două mari versiuni ale protocolului sunt SSH1 sau SSH-1 și SSH2 sau SSH-2. Folosit cu precădere în sistemele de operare multiutilizator linux și unix, SSH a fost dezvoltat ca un înlocuitor al Telnet-ului și al altor protocoale nesigure de acces de la distanță, care trimit informatia, în special parola, în clar, făcând posibilă descoperirea ei prin analiza traficului. Criptarea folosită de SSH intenționează să asigure confidențialitatea și integritatea datelor transmise printr-o rețea nesigură cum este Internetul.